# Emil Hegetschweiler
Emil Hegetschweiler (15 de octubre de 1887 - 1 de octubre de 1959) fue un actor teatral y cinematográfico suizo. Junto a Heinrich Gretler, Alfred Rasser, Max Haufler y Ruedi Walter, fue uno de los grandes actores nacionales suizos. 

## Biografía
Nacido en Zürich, Suiza, su nombre completo era  Emil Johann Hegetschweiler. Hijo de un confitero, Emil Rudolf Hegetschweiler, y de Lina Ottiker, se hizo cargo del negocio de su padre en 1917. 
Hegetschweiler debutó como actor aficionado en 1907, y fue uno de los fundadores en 1934 del Cabaret Cornichon. Posteriormente trabajó en el Schauspielhaus Zürich y en el Teatro de ópera de Zürich, y tuvo un local propio, el Hegi-Theater. 
Pero, además de su actividad teatral, Hegetschweiler también trabajó para el cine, la radio y la televisión. Su debut en el cine llegó en 1929 con el cortometraje Hallo Switzerland!, actuando en 1935 en otro corto, Erotik in der Schweiz. También actuó en filmes publicitarios como Füür im Huus! (1939), Familie M (1949), Mitenand gahts besser (1949), Ein Lied vom Reisen (1952), Familie M Junior (1953) y Traum und Wirklichkeit (1957). Además, trabajó en el guion de Emil, me mues halt rede mitenand!. Gracias a sus numerosos papeles, tanto protagonistas como de reparto, en producciones en dialecto suizo rodadas entre 1933 y 1959, Hegetschweiler obtuvo una gran popularidad. Su actuación cinematográfica más importante tuvo lugar en Bäckerei Zürrer, film en el cual escribió el guion en colaboración con su director, Kurt Früh.
Emil Hegetschweiler falleció en 1959 en Zürich, Suiza, durante el rodaje de la película Hast noch der Söhne ja...?, dirigida por Lukas Ammann. Había estado casado en tres ocasiones, la última de ellas con Julia Honegger, hermana del compositor Arthur Honegger.

## Filmografía
| - 1933: Wie d’Warret würkt - 1935: Jä-soo! - 1937: Kleine Scheidegg - 1938: Füsilier Wipf - 1940: Fräulein Huser - 1940: Die missbrauchten Liebesbriefe - 1941: Emil, me mues halt rede mitenand! - 1941: Landammann Stauffacher - 1942: Menschen, die vorüberziehen… - 1942: Das Gespensterhaus - 1942: Der Schuss von der Kanzel - 1947: Matto regiert - 1948: Nach dem Sturm - 1952: Palace Hotel | - 1954: Uli der Knecht - 1955: Heidi und Peter - 1955: Polizischt Wäckerli - 1955: Uli der Pächter - 1956: Oberstadtgass - 1957: Taxichauffeur Bänz - 1957: Bäckerei Zürrer - 1957: Der 10. Mai - 1958: El cebo - 1958: Kinder der Berge - 1958: Die Käserei in der Vehfreude - 1959: Café Odeon - 1959: Hast noch der Söhne ja…? |

## Premios
- 1959: Zürcher Filmpreis